# هایدلرزبرگ (پنسیلوانیا)
هایدلرزبرگ (به انگلیسی: Heidlersburg) یک منطقهٔ مسکونی در ایالات متحده آمریکا است که در شهرستان آدامز، پنسیلوانیا واقع شده‌است. هایدلرزبرگ ۲٫۸ کیلومتر مربع مساحت و ۷۰۷ نفر جمعیت دارد و ۱۷۴٫۰۴ متر بالاتر از سطح دریا واقع شده‌است.